# 北大嶼山醫院

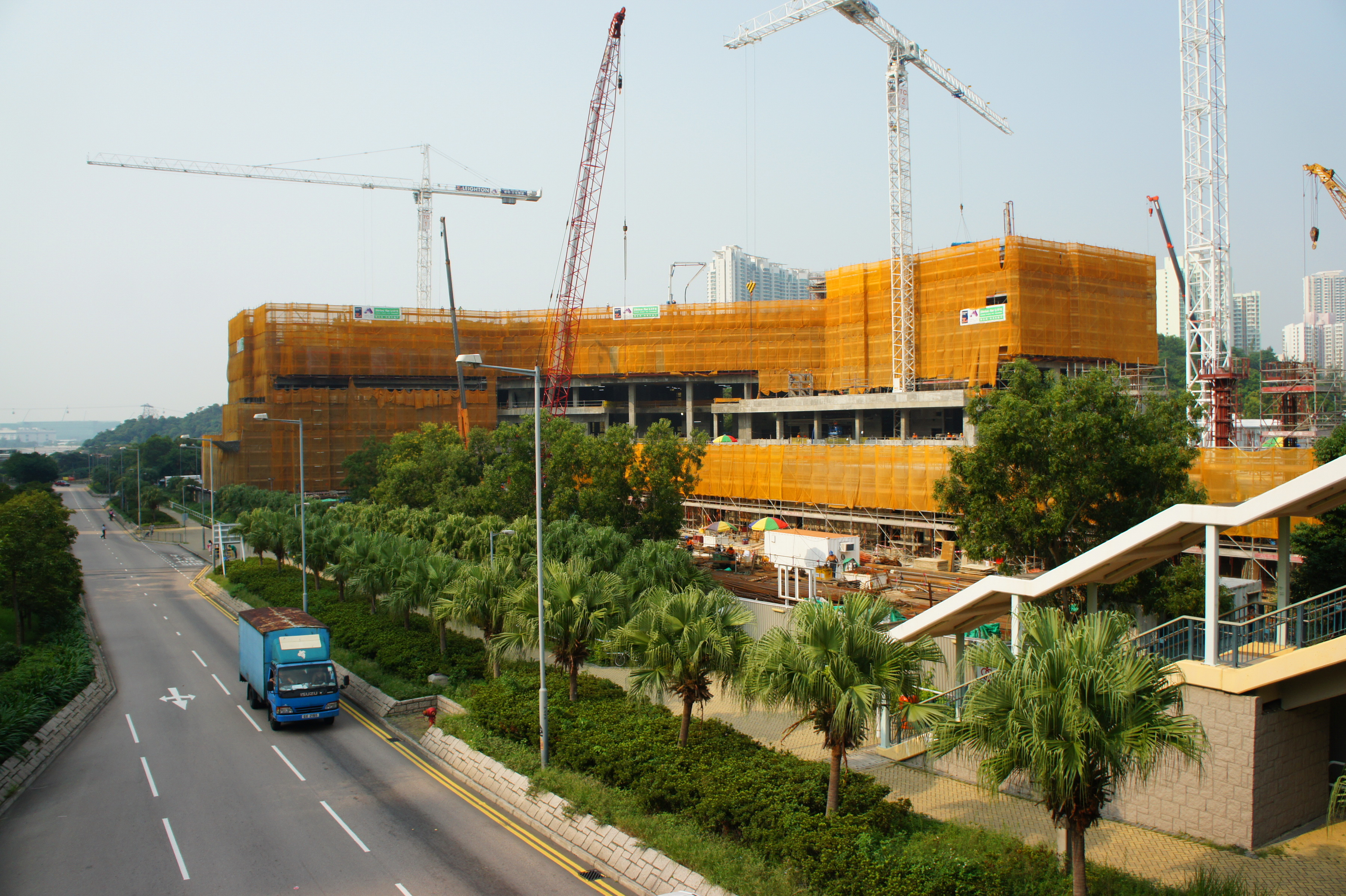
興建中的北大嶼山醫院，左方為松仁路（2011年10月）

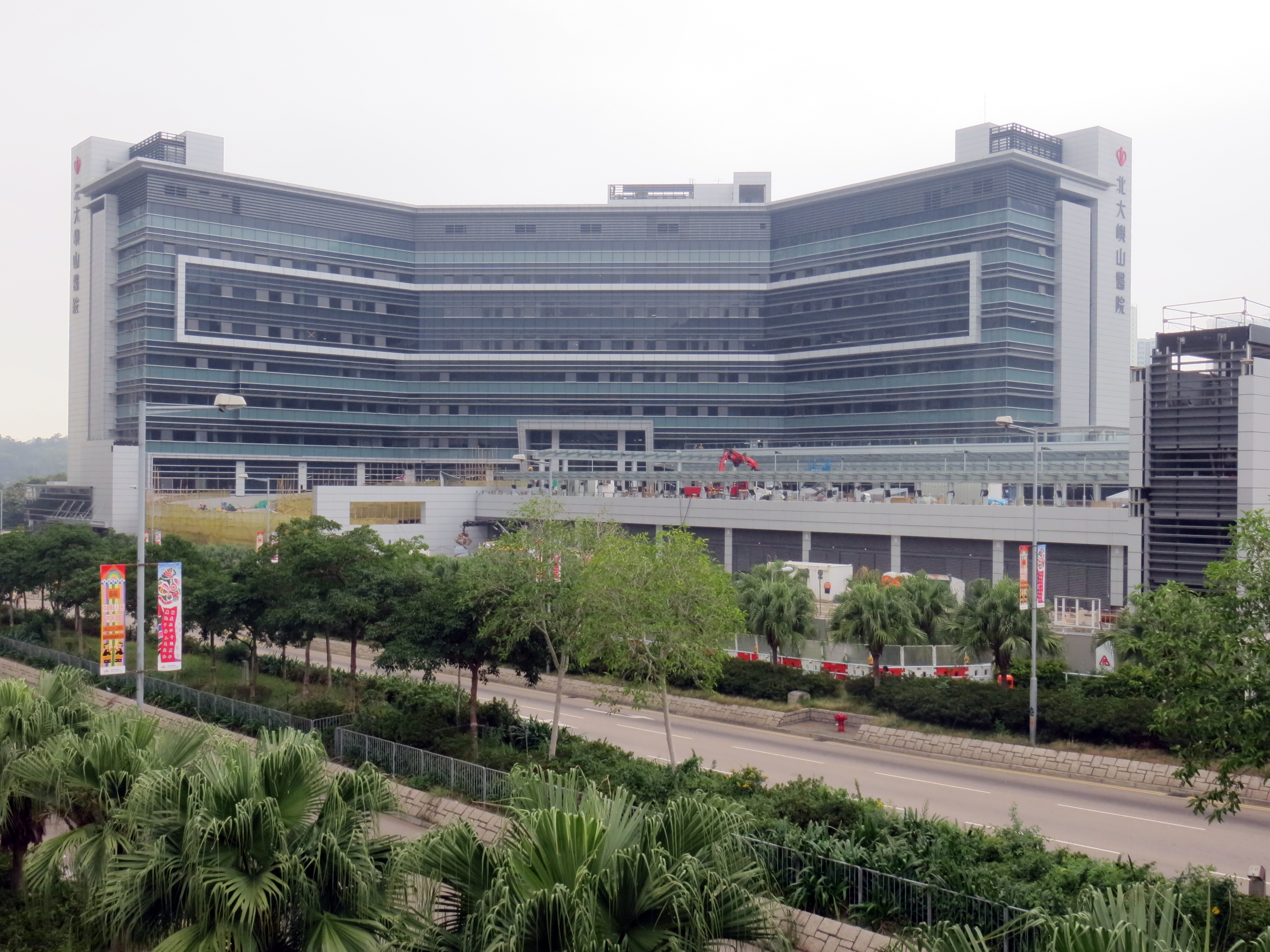
興建中的北大嶼山醫院（2012年11月）

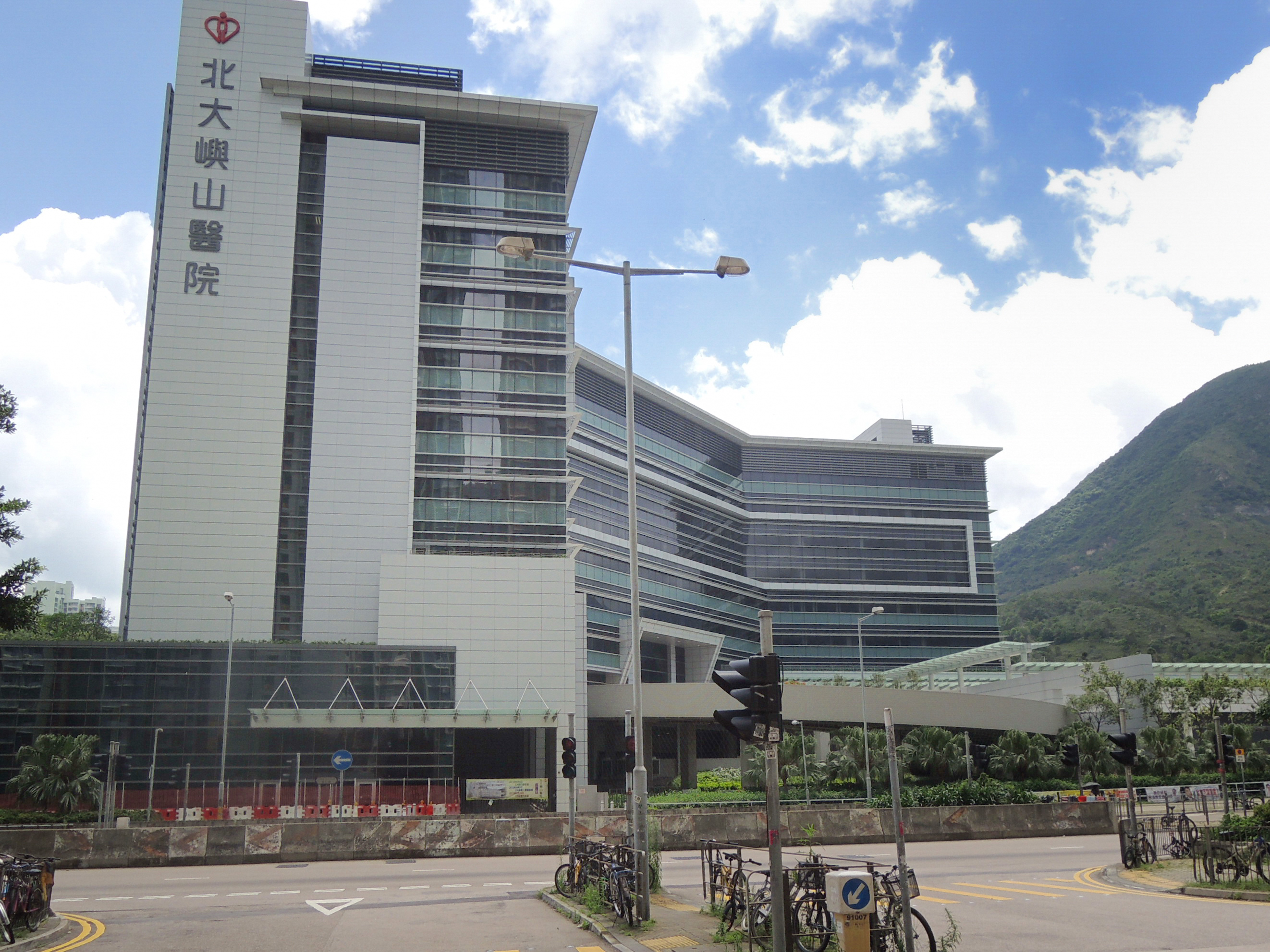
興建中的北大嶼山醫院（2013年5月）

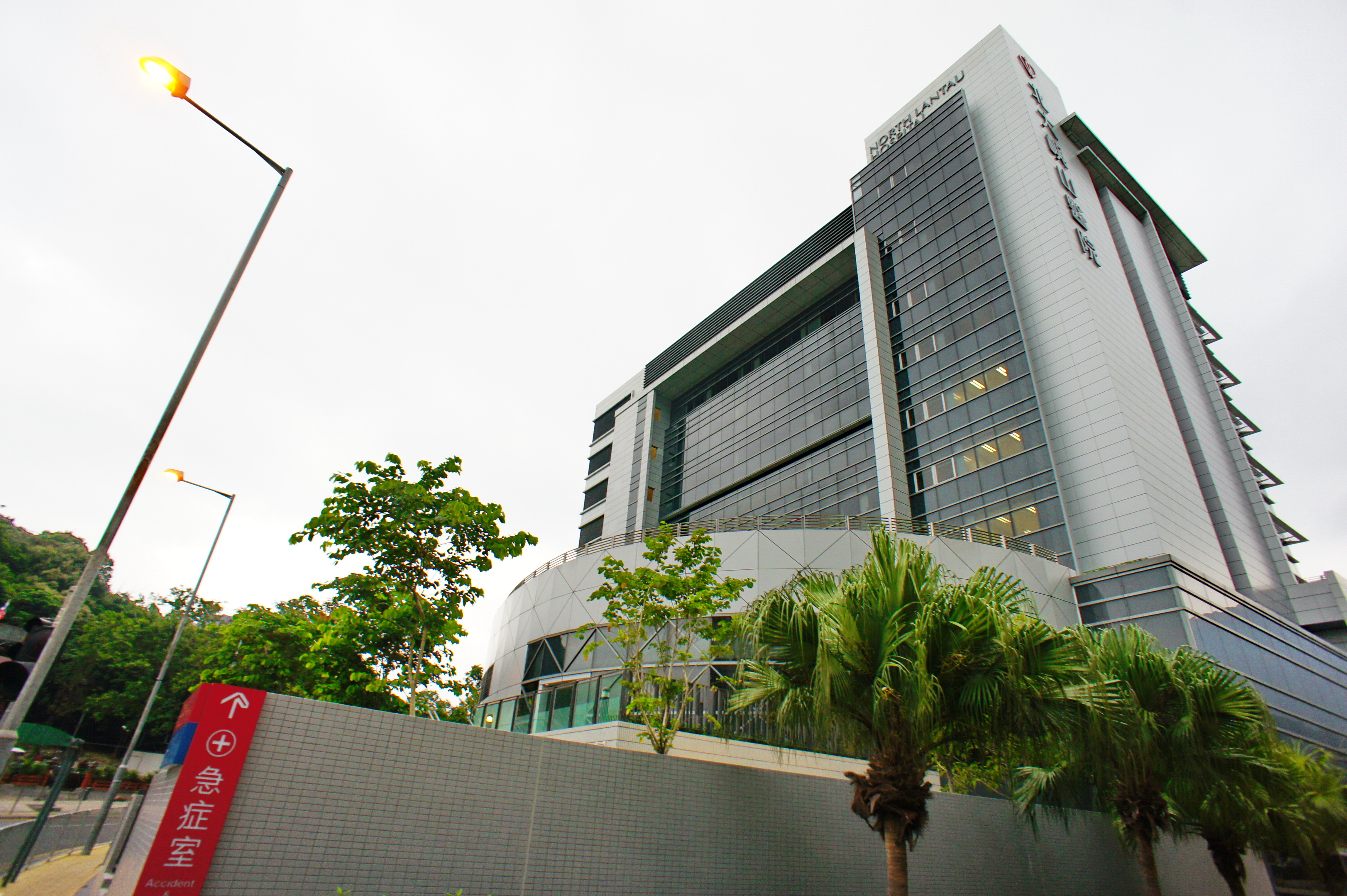
北大嶼山醫院於翠群徑（左）與松仁路（右）交界的西北角外貌（2013年11月）

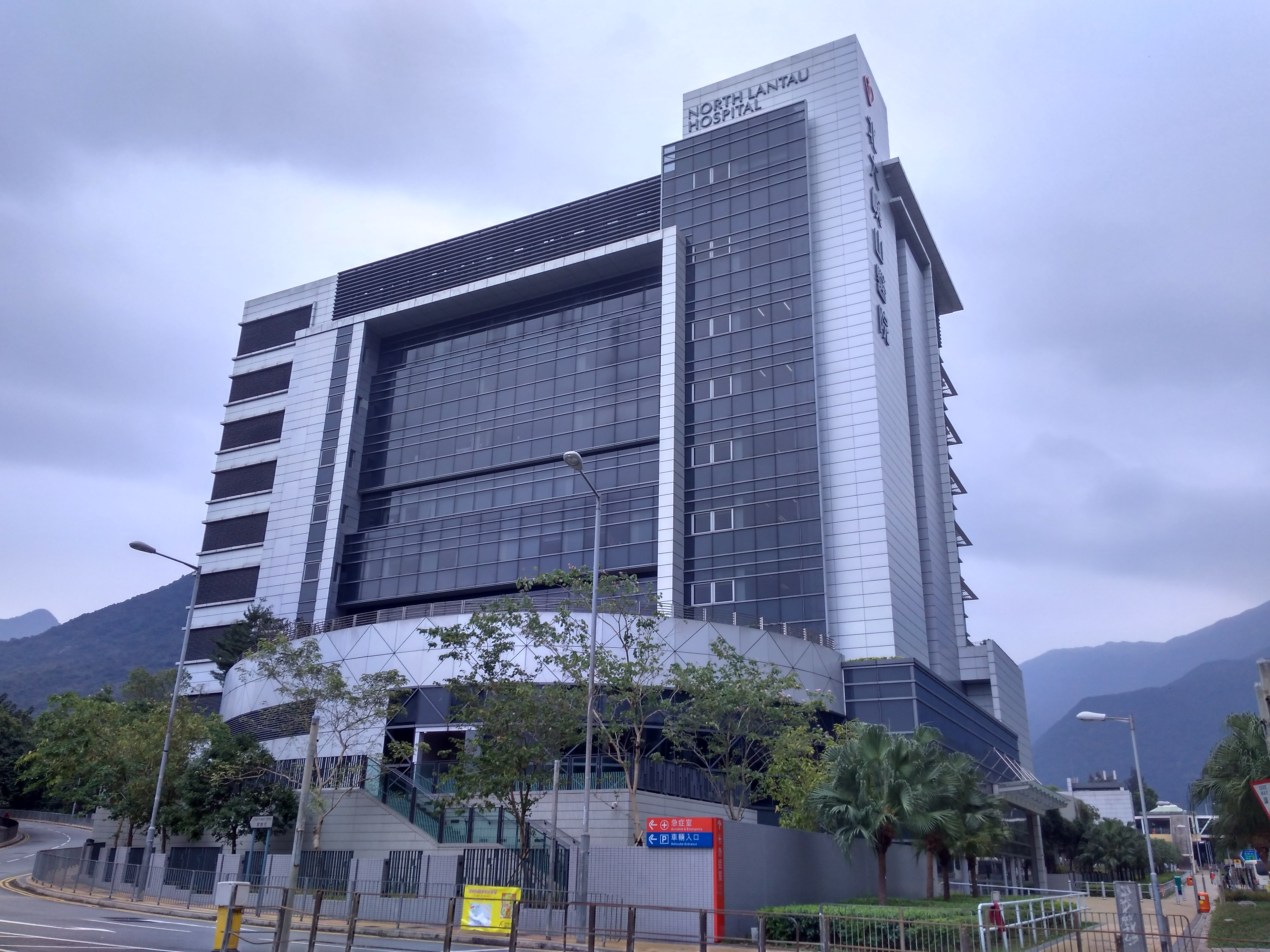
松仁路的西北外貌（2017年1月）

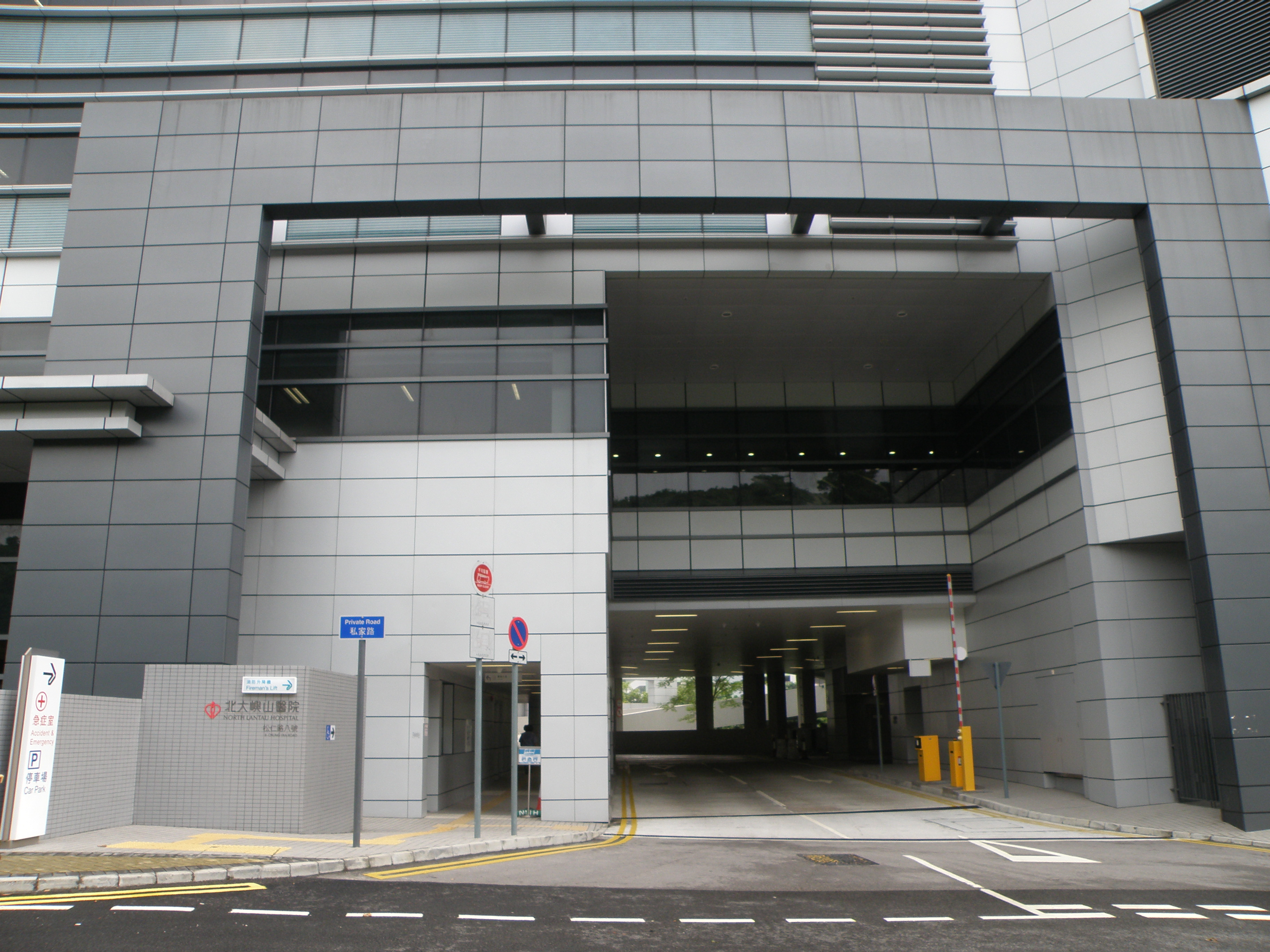
北大嶼山醫院急症室通道（2014年10月）

北大嶼山醫院（簡稱北大、嶼院，醫院管理局內部代碼：NLTH），是香港離島區大嶼山東涌的一所小型公立醫院，屬於九龍西醫院聯網，於2013年第二季落成，同年9月24日起分階段啟用，至2014年9月25日起提供24小時急症室及住院服務。
北大嶼山醫院由醫院管理局九龍西醫院聯網管理，轄下以瑪嘉烈醫院為主的各醫院支援北大嶼山醫院的服務及資源。

## 歷史
香港國際機場、亞洲國際博覽館、香港迪士尼樂園、迪欣湖、愉景灣、港珠澳大橋及昂坪360纜車等設施及旅遊景點皆座落在大嶼山，其唯一新市鎮——北大嶼山新市鎮已經擁有相當龐大的人口，而且人數持續上升，大嶼山居民及訪客對醫療服務的需求殷切，但當時大嶼山缺乏設備完善的醫院，嚴重病人都要經青馬大橋送到位於荔景的瑪嘉烈醫院，甚至經直升機送往東區醫院或轉送至瑪麗醫院接受治療。
2009年12月，立法會撥款約24.8億港元興建北大嶼山醫院，首期位置建於東涌第25區松仁路上（前身為安東街臨時遊樂場），毗鄰逸東邨及裕泰苑，佔地約1.9公頃，主樓呈彎月形，樓高7層，設有急症室、專科門診及日間康復中心等。北大嶼山醫院亦將會設有緊急病理化驗室、放射診斷室、電腦斷層掃描機、超聲波掃描機及血庫等等。
2011年1月21日，時任行政長官曾蔭權、食物及衛生局局長周一嶽、醫院管理局主席胡定旭和行政總裁梁柏賢主持奠基典禮，北大嶼山醫院的首期工程預料於2012年12月完成，屆時可以提供160張住院病床及20張日間病床，急症室及診斷及治療設施，亦會提供日間的護理服務，包括專科門診診所、基層健康診所、日間復康中心、日間手術及程序中心及社區護理服務等等，期望可以應付區內3年間的服務需求。
根據醫院管理局的文件顯示，由於人力資源不足，北大嶼山醫院於啟用後首階段只會提供有限度服務，4個專科門診，包括內科、外科及骨科等，需要等待至2016年，聘請到足夠的650名醫療護理人員才會啟用，當中包括約60名醫生、170名護士及80名專門醫療人員。預計於2012年年底前聘請到逾80名醫護人員以執行北大嶼山醫院啟用的籌備及相關事務；預計於2014年前多聘請最少400名醫護人員。
2012年年底，北大嶼山醫院落成，於2013年9月24日啟用，每日提供8小時的有限度服務，普通科及部分專科門診於同月30日起提供服務，於2014年1月7日起提供16小時（上午8時至午夜12時）急症室及住院服務。
2019年，政府已為北大嶼山醫院的第二個十年醫院發展計劃預留毗鄰土地，展開該院第2期發展工作，目標增設多320張病床，共提供500張病床。
此外，毗鄰的土地亦將興建醫院管理局支援服務中心，而該大樓將由香港寶嘉建築（布依格子公司）承建，樓高6層，預計建造工程於2020年11月展開，2023年完工。
為了應付日益增加的2019冠狀病毒病疫情，2021年2月26日啟用新翼香港感染控制中心。疫情結束後，2023年11月，該控制中心關閉，改為備用狀態，並於2024年8月由發展局宣佈釋出用地，作為亞洲國際博覽館第二期擴建工程用地

## 組織架構
九龍西醫院聯網總監和北大嶼山醫院
- 行政總監：
  - 羅振邦 醫生

醫院管治委員會
- 主席：
  - 梁憲孫 教授，JP
- 委員：
  - 陳孝慈 先生，MH
  - 周轉香 太平紳士，BBS，MH
  - 羅致廉 醫生
  - 羅嘉穗 小姐，MH
  - 蔡玉坤 先生，MH
  - 周志賢 先生
  - 周奕希 太平紳士，BBS
  - 溫麗友 太平紳士，BBS
  - 余漢坤 太平紳士，MH

## 設施及服務
- 7樓：醫院行政部及醫學化驗室
- 6樓： 急症專科病房及延續護理病房
- 5樓：急症專科病房及延續護理病房，每間病房設置獨立醫護工作間及病人使用洗手間和浴室，為全香港首間公立醫院設置。
- 4樓：日間手術及內視鏡診療中心、病歷檔案部
- 3樓：社區健康中心、藥劑部、專科門診（內科、外科、婦科、兒科、矯形及創傷科、精神科）。
- 2樓：日間康復中心及平台花園，花園設有散步徑、香草園及溫室等，可以作為園藝治療。
- 1樓：急症室及放射診斷部，觀察病房設有天窗，盡量以日光取代電燈，減低用電量。
- 巴士站
- 的士站
- 地下：保安部、支援服務部、殮房

## 公共交通
除上述交通外，還可沿裕東路及順東路，步行至東涌消防局或裕東苑乘搭巴士往返。